# Гатапов, Алексей Сергеевич
Алексей Сергеевич Гатапов (род. 18 марта 1965, с. Улюн, Бурятская АССР) — российский писатель; член Союза писателей России.

## Биография
В 1989 году окончил исторический факультет Бурятского государственного педагогического института. В 1983—1985 годах проходил действительную военную службу в Монгольской Народной Республике. В 1989—1990 годах работал учителем истории в аргадинской средней школе (Курумканский район Бурятской АССР), в 1990—1991 годах преподавал на кафедре педагогики Бурятского педагогического института.
В 1999 году был принят в Союз писателей России. В 2001 году окончил Высшие литературные курсы при Литературном институте им. М. Горького.
В 2005—2007 годы работал главным редактором республиканского литературно-художественного журнала «Байкал». Живёт в Улан-Удэ.

## Творчество
Пишет прозу с 1995 года. Ведущая тема в творчестве — древняя история монголов. Публиковался в журнале «Байкал», в республиканских газетах, "Литературной газете".
Автор книг: «Рождение вождя» (сборник повестей и рассказов; Улан-Удэ: Наран, 1998); «Первый нукер Чингисхана» (сборник рассказов, повестей и статей); «Тэмуджин» (исторический роман в 5 книгах об отроческих годах Чингисхана).
Роман «Тэмуджин» переиздан несколько раз, в том числе в ведущих российских издательствах "Художественная литература", "АСТ", переведен на монгольский язык в издательство "Nepko" ( Улан-Батор). В 2015 году вошел в длинный список литературной премии «Ясная Поляна».
В 2020 г. вошел в длинный список Литературной премии им. Ф. Искандера.
По мотивам рассказа «Первый нукер Чингисхана» снят одноимённый художественный фильм.
Перевёл на русский язык бурят-монгольский героический эпос «Шоно-Батор». В 2007 г. подготовил к изданию «Монгольский исторический словарь», содержащий сведения об исторических лицах, событиях и явлениях в Центральной Азии от каменного века до XX столетия. В 2015 году вышла дополненная версия словаря в виде «Монгольской исторической энциклопедии».

### Избранные публикации
Источник — Электронные каталоги РНБ
- Гатапов А. С. Тэмуджин : роман в 2 кн. — 2-е изд., перераб. — Улан-Удэ : НоваПринт, 2012. — 711 с.
  -  — 4-е изд., перераб. — Улан-Удэ : Б.и., 2014.

## Награды и признание
- лауреат II Литературного конкурса имени К. М. Нефедьева (Магнитогорск, 2002) в номинации «поэзия» — за первый перевод на русский язык монгольского эпоса «Шоно Батор»
- дважды лауреат первой республиканской литературной премии имени Исая Калашникова (Улан-Удэ, 2004, 2011) — за рассказ «Первый нукер Чингисхана» и за роман «Тэмуджин»[5]

Заслуженный деятель искусств Республики Бурятия (2021 г )